# Памятник Сергею Королёву (Житомир)
Памятник С. П. Королёву (укр. Пам'ятник С. П. Корольову) — памятник советскому учёному, конструктору и организатору производства ракетно-космической техники и ракетного оружия СССР, основоположнику практической космонавтики академику Сергею Павловичу Королёву, установленный на родине учёного в городе Житомир Житомирской области Украины.
Монумент был открыт на площади имени Королёва в советский период, в 1971 году.
Фигура ученого и постамент изготовлены из габбро. Текст на памятнике:
Сергей Павлович Королев — выдающийся ученый, создатель первых космических кораблей

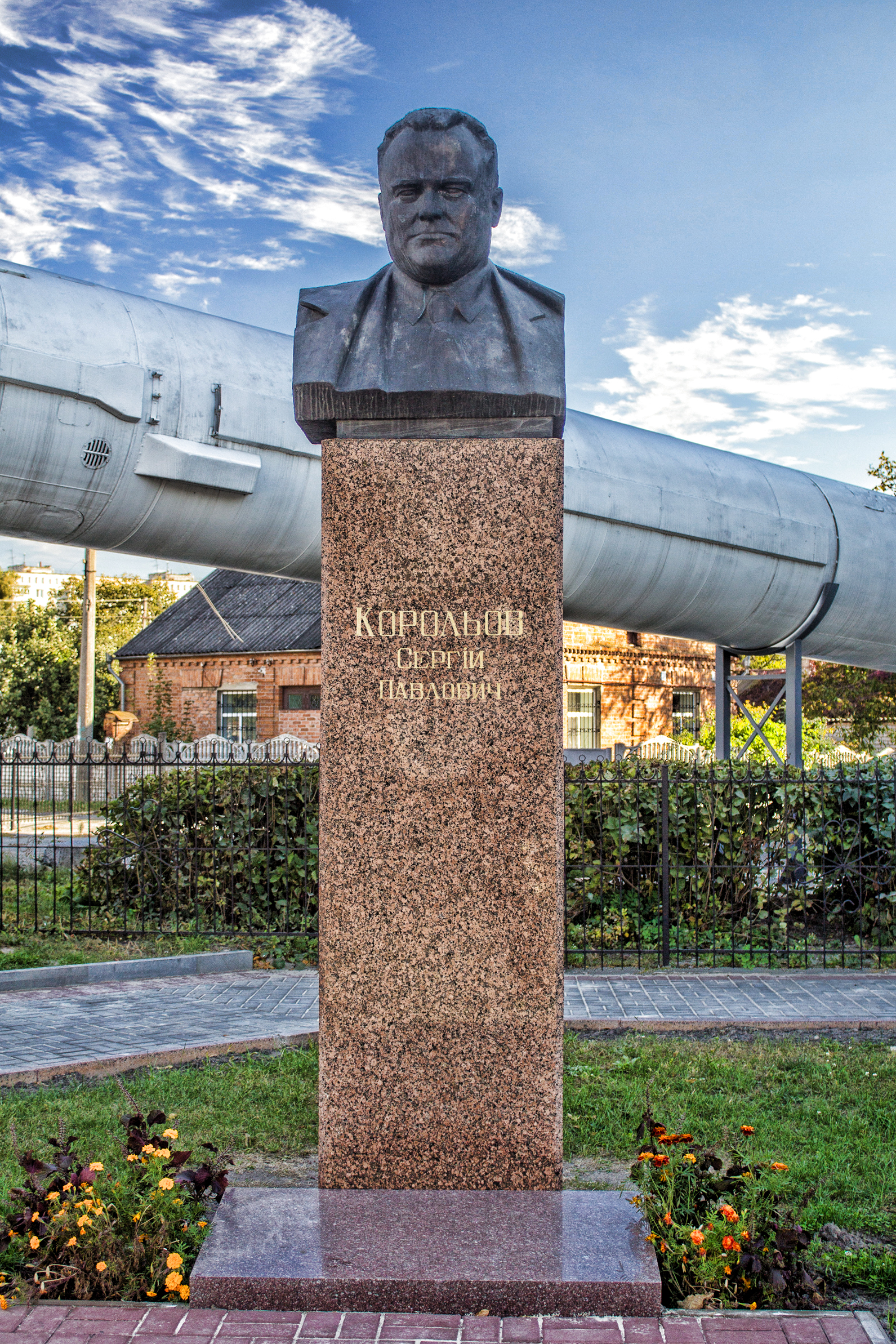
Бюст С. Королёву в житомирском музее космонавтики

Авторы монумента: скульптор А. П. Олейник, архитектор А. Д. Корнеев.
Помимо основного памятника в Житомире также имеется бюст, посвященный знаменитому ученому и конструктору.
В 2017 году Житомир посетила дочь Сергея Павловича Королёва, которая представила книгу об отце в житомирском Музее космонавтики имени С. П. Королёва и возложила цветы к памятнику на его родине.